# Mackenzie Mauzy
 (février 2017).
Si vous disposez d'ouvrages ou d'articles de référence ou si vous connaissez des sites web de qualité traitant du thème abordé ici, merci de compléter l'article en donnant les références utiles à sa vérifiabilité et en les liant à la section « Notes et références ».
Mackenzie Grace Mauzy est une actrice américaine, née le 14 octobre 1988 à Greensboro. 

## Biographie
Elle a chanté quatre chansons de Amour, Gloire et Beauté, feuilleton télévisé dans lequel elle est apparue durant 232 épisodes incarnant Phoebe Forrester.
Mackenzie Mauzy a fait du théâtre depuis sa plus tendre enfance. Elle commence sa carrière d'actrice dans le showbizz, lorsqu'elle décroche le rôle de Lizzie Spaulding dans Haine et Passion (Guiding Light) en 2002. Mauzy rencontre à la gym celle qui sera sa mère dans Amour, Gloire et Beauté, Hunter Tylo. Hunter lui suggéra d'être sa fille dans le feuilleton, Mackenzie joua le rôle de Phoebe Forrester dans Amour, Gloire et Beauté de 2006 à 2008. En 2007, elle interpréta Anna dans Cold Case. 
Mackenzie a l'ambition de devenir chanteuse, c'est pour ça qu'en juillet 2010 dans le rôle de Tina de la série Drop Dead Diva, elle lance son clip Begin Again accompagnée de son amie Candice Accola qui ne fut pas un succès. Cette émission de Drop Dead Diva est sortie en français qu'en fin de 2010.

### Vie privée
En 2012, elle épouse l'acteur John Arthur Greene et divorce en 2014.
Entre 2016 et 2021, elle est la compagne de l'acteur écossais Sam Heughan,.

Mauzy a épousé le joueur de crosse PLL Scott Ratliff le 1er octobre 2022.

## Filmographie

### Cinéma
- 2013 : Brother's Keeper : Maggie Malloye
- 2014 : Construction : Courtney Wolfson
- 2014 : Into the Woods : Raiponce
- 2016 : Dans les griffes de Charles Manson : Linda Kasabian[4]

### Télévision
- 2002-2003 : Haine et Passion (The Guiding Light) (série télévisée) : Lizzie Spaulding
- 2006 : La Preuve par trois (épisode 45 - Saison 2 des Experts : Manhattan (série télévisée) : Sara Butler
- 2006-2008 : Amour, Gloire et Beauté (The Bold Beautiful) (série télévisée) : Phoebe Forrester
- 2007 : Cold Case (série télévisée) : Anna Gunden 2006
- 2009 : New York, police judiciaire (Law & Order) (série télévisée) : Carly Di Gravia
- 2010 : Drop Dead Diva (série télévisée) : Tina Orlando
- 2010 : Les Experts (CSI: Crime Scene Investigation) (série télévisée) : Emily Marsh
- 2012 : Bones (série télévisée) : SueBob Mobley
- 2012 : NCIS : Los Angeles (série télévisée) : Erin
- 2014 : Forever : Abigail